# ジェームス・トロイージ
ジェームス・トロイージ（James Troisi、1988年7月3日 - ）は、オーストラリア・アデレード出身のサッカー選手。Aリーグ・ウェスタン・ユナイテッドFC所属。元オーストラリア代表。ポジションはフォワード、ミッドフィールダー。

## 経歴

### 初期
トロイージは、イタリア人の父とギリシャ人の母の下で南オーストラリア州アデレードに生まれた。

### ニューカッスル
2007年1月10日、ニューカッスル・ユナイテッドFCの下部組織からトップチームと2008年6月までの契約で初めてプロ契約を結んだ。2007-08シーズン開幕前のハートリプール・ユナイテッドFCとのプレシーズンマッチでは2アシストを決めるなど好調を見せ、プレミアリーグやUEFAカップでベンチ入りを果たしたが、契約終了までの間に出場は叶わなかった。
2008年1月、オランダのローダJCのトライアルで2試合プレーした。ローダ側は完全移籍を望んだが、ニューカッスル側はトロイージがまだ23歳以下のユース育成段階の選手と主張し育成費を求めたため交渉は決裂した。5月6日、2007-08シーズン終了をもって契約を終了することが発表された。

### トルコ
ニューカッスルから放出された後は、オランダのNECナイメヘンやスペインのクラブから関心を寄せられていたものの、2008年8月末に3年契約でトルコのゲンチレルビルリィSKに移籍。9月14日、ホームのアンカラ19マイス・スタジアムにエスキシェヒルスポルを迎えた試合で65分にエンギン・バイタルに代わりデビューをした。2009年1月24日、アウェーのカイセリスポル戦でキャリア初のハットトリックを決め3-1で勝利した。
2009年7月、カイセリスポルに4年契約で移籍した。

### アタランタ
カイセリスポルとの契約が切れた後、2012年8月22日に自由移籍でイタリアのユヴェントスFCと4年契約を結び、8月24日にマノロ・ガッビアディーニのユヴェントス移籍の一部としてアタランタBCへ共同保有での移籍が発表された。

### メルボルン・ビクトリー
2013年9月24日、メルボルン・ビクトリーFCへ期限付きでの移籍が決まった。

### メルボルン・ビクトリー復帰
2016年8月1日、メルボルン・ビクトリーFCへの約2年ぶりの復帰が決まった。2017年7月26日、クラブとの契約を2019年までの2年間延長した。

### アデレード・ユナイテッド
2019年10月5日、アデレード・ユナイテッドFCに2年契約で加入した。

### ウェスタン・シドニー・ワンダラーズ
2020年、ウェスタン・シドニー・ワンダラーズFCに2年契約で移籍した。

### ウェスタン・ユナイテッド
2022年7月17日、ウェスタン・ユナイテッドFCに1年契約で移籍した。

### 代表
2007年4月18日、2008年北京オリンピックのサッカー競技・アジア予選2次予選サウジアラビア戦でU-23代表デビューをした。試合は1-2で敗れたものの安定したパフォーマンスをみせたトロイージは、次のイラン戦にも出場し初ゴールを決めた。本大会のメンバーに選ばれ、グループリーグの2試合に出場した。
2008年3月22日、シンガポールとの親善試合で左SHでオーストラリア代表デビューをし、2011年6月5日のニュージーランド戦で初ゴールを決めた。
アジアカップ2015決勝の韓国戦で決勝点を挙げ、オーストラリア代表のアジアカップ初優勝に貢献した。

## 代表歴

### 出場大会
- オーストラリア代表
  - 2014 FIFAワールドカップ

### 試合数
- 国際Aマッチ 37試合 5得点（2008年-2018年）[11]

| オーストラリア代表 | 国際Aマッチ | 国際Aマッチ |
| 年                 | 出場        | 得点        |
| ------------------ | ----------- | ----------- |
| 2008               | 3           | 0           |
| 2009               | 0           | 0           |
| 2010               | 0           | 0           |
| 2011               | 5           | 1           |
| 2012               | 1           | 0           |
| 2013               | 0           | 0           |
| 2014               | 7           | 0           |
| 2015               | 10          | 3           |
| 2016               | 0           | 0           |
| 2017               | 10          | 1           |
| 2018               | 1           | 0           |
| 通算               | 37          | 5           |

## タイトル

### 代表
オーストラリア代表
- AFCアジアカップ：2015